# McKinsey & Company
McKinsey & Company – amerykańska spółka zajmująca się doradztwem w zakresie zarządzania strategicznego.

## Historia

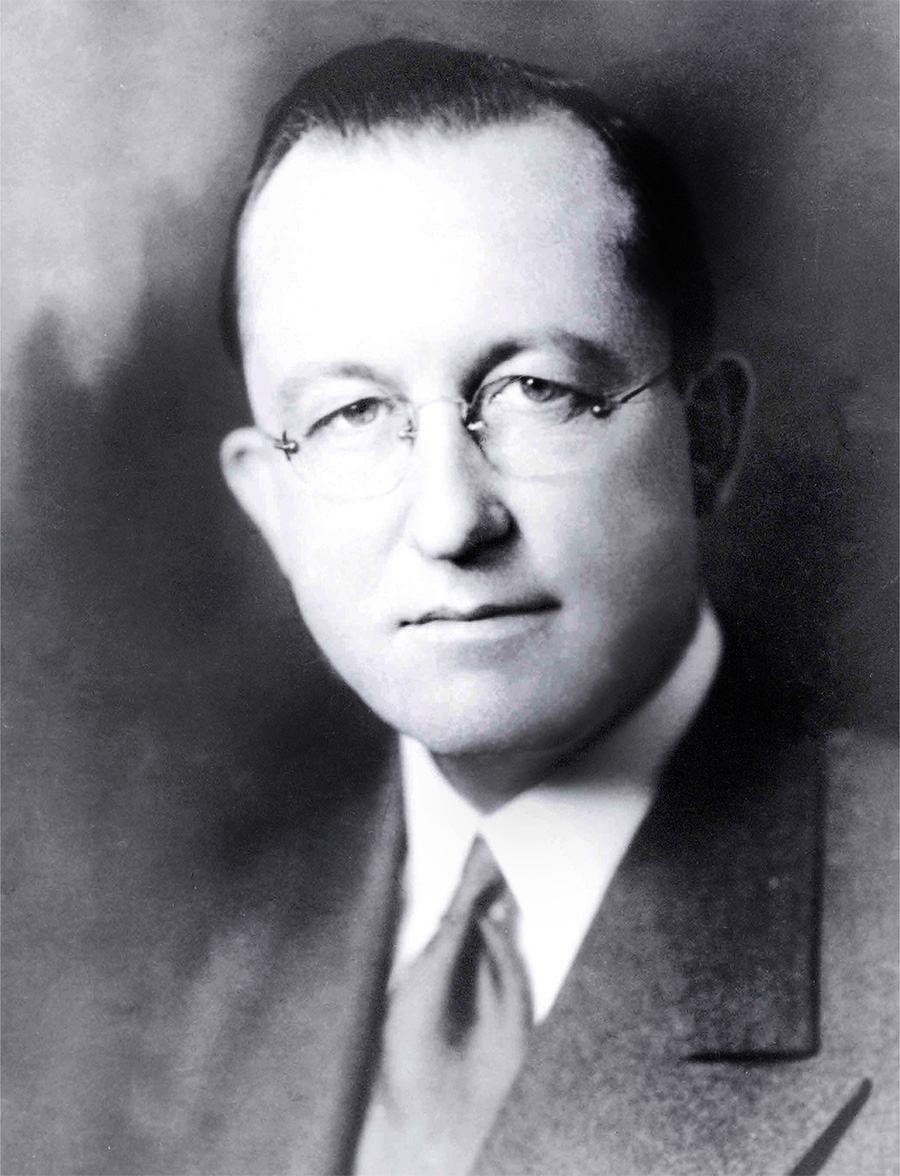
James O. McKinsey, założyciel spółki McKinsey

Założycielem firmy był James O. McKinsey, amerykański przemysłowiec i profesor rachunkowości. Jednak prawdziwy rozwój firma zawdzięcza Marvinowi Bowerowi, który dążył do wprowadzenia profesjonalizmu oraz wysokich standardów etycznych.
McKinsey & Company zaczęło się dynamicznie rozwijać w latach 30. XX wieku pod przewodnictwem Bowera. W latach 60. przedsiębiorstwo pojawiło się po raz pierwszy w Europie, a w latach 70. stała się przedsiębiorstwem międzynarodowym. Konsultantami firmy byli między innymi Ken’ichi Ōmae (kierował działalnością McKinsey & Company w Japonii), Tom Peters, Robert Waterman i Andrew Campbell. 
Spółka nie jest notowana na giełdzie.

### Modele i narzędzia
Około 1980 roku grupa pracowników McKinsey'a opracowała model 7S.

## Działalność w Polsce

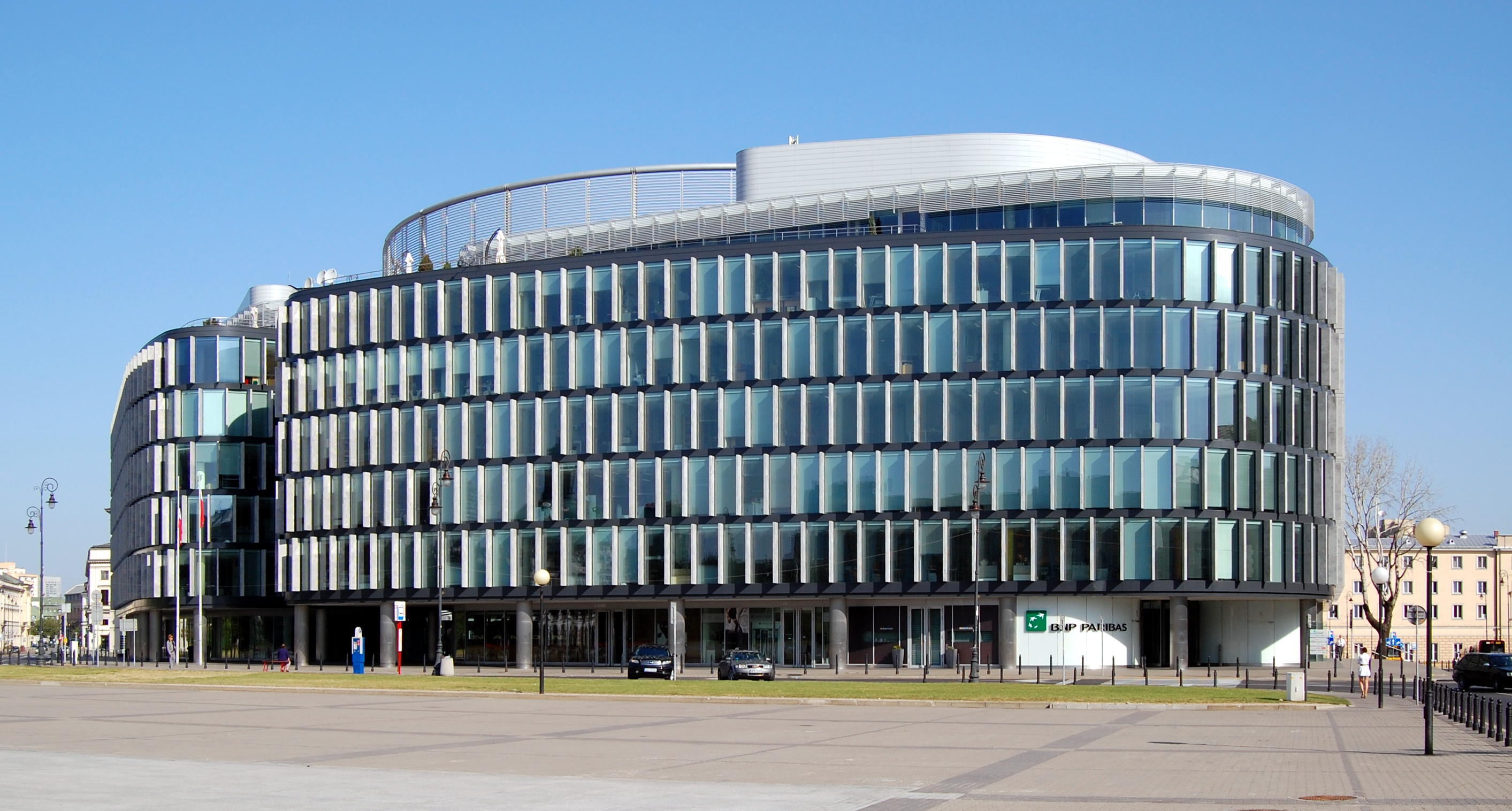
Biurowiec Metropolitan w Warszawie, siedziba spółki McKinsey & Company Poland

Biuro McKinsey & Company w Warszawie powstało w 1993 roku. W 2010 roku otwarto Centrum Wiedzy we Wrocławiu, a w 2011 roku centrum usług wspólnych w Poznaniu. W 2017 roku w warszawskim oddziale uruchomiono McKinsey Digital Lab, wspierające klientów w zakresie transformacji cyfrowej i zaawansowanej analityki danych.
McKinsey & Company posiada w Polsce trzy spółki:
- McKinsey & Company Poland Sp. z o.o. (Warszawa) – usługi doradztwa strategicznego
- McKinsey EMEA Shared Services Sp. z o.o. (Poznań) – centrum usług wspólnych
- McKinsey Knowledge Center Poland Sp. z o.o. (Wrocław) – zaawansowane usługi marketingowe i analityczne dotyczące różnych sektorów gospodarki na rzecz konsultantów i ekspertów z Europy oraz innych krajów świata.

W 2023 roku we wszystkich trzech spółkach pracowało ponad 2000 osób. 
Partnerem Zarządzającym McKinsey & Company w Polsce jest Tomasz Marciniak.